# T-64BM ブラート
T-64BM ブラート（ウクライナ語: Т-64テー・シスッデスャート・チョトィールィ・ベーエム・ブラット）は、2000年代にウクライナが開発した第2世代主力戦車である。ソ連が開発したT-64をKMDBが第3世代主力戦車クラスに改修したものである。

## 概要
ソビエト連邦の崩壊後、独立したウクライナはソビエト連邦製の装甲戦闘車両を配備していたが、西側製の戦車より能力が低かったため保有している車両の改修が必要であった。特に戦車に関してはT-64やT-80などの戦車を開発していたKMDBがあったため1999年に開発されたT-64の改修パッケージが2つ提案され、採用されたT-64Uの量産型が本車である。

## バリエーション及び派生型
BREM-64
装甲回収車型。
MT-T　エネーイ
装甲牽引車型。

## 運用国
- ウクライナ

## 戦歴
2022年ロシアのウクライナ侵攻にて、ウクライナ陸軍戦車部隊の数的主力として運用されていたが、度重なる損耗で数を減らし、現在は鹵獲したものを再生したり、旧東欧諸国からの援助で入手したT-72戦車が主体となっている。